# Sparbanken Syd

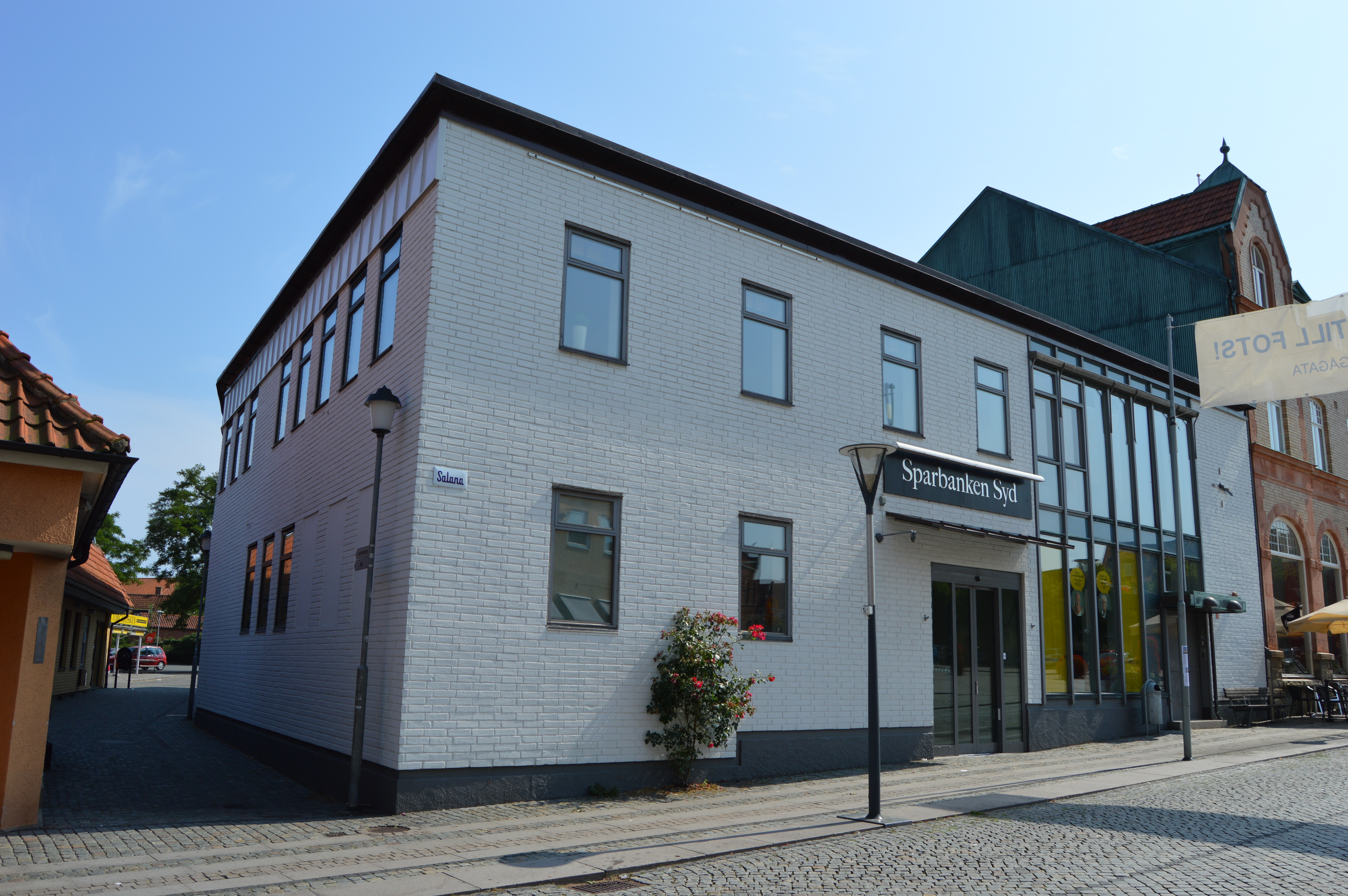
Sparbanken Syds filial i Simrishamn.

Sparbanken Syd är den enda helt självständiga sparbanken i landet och står därmed utanför sparbankssamarbetet med Swedbank, då detta bröts 2010. Huvudkontoret ligger i Ystad och med ytterligare sju kontor runt om i Skåne - Malmö, Borrby, Kivik, Lomma, Simrishamn, Tomelilla och Kristianstad. Bankens historia sträcker sig tillbaka till grundandet av Ystads sparbank 1827, vilket gör den till Sveriges äldsta sparbank. Banken har cirka 160 anställda. Sparbanken Syd verkar efter den gamla sparbankstanken och ägs av samhället i verksamhetsområdet, som i sin tur utser huvudmän. Högsta beslutande organ är den årliga stämman där alla huvudmän samlas och där styrelsen utses.

## Historik
Sparbanken Syd bildades vid årsskiftet 1983/1984 genom sammanslagning av Ystads sparbank och Österlens sparbank.
Vid bildandet hade banken elva avdelningskontor och åttio anställda. Bankens historia sträcker sig dock tillbaka till grundandet av Ystads sparbank 1827.
Banken fusionerade 1986 med Borrby sparbank och 1987 med Skillinge sparbank och Ingelstad och Järrestads härads sparbank.
1998 köptes Tomelilla sparbank och Föreningsbankskontoren i Ystads, Simrishamns och Tomelilla kommuner. Sparbanken Syd hade redan 1990 fört samtal om att köpa den konkurshotade Tomelilla sparbank, men köpet stoppades av Bankinspektionen.
År 2000 lades kontoren i Onslunda, Smedstorp och Tommarp ner, och under 2001 hände samma sak med kontoren i Sankt Olof, Skillinge, Köpingebro  och Löderup.
År 2006 lades Vallby sparbank i byn Vallby ned och dess 600 kunder fördes över till Sparbanken Syd.
 Samma år avvecklades kontoren i Brösarp, Gärsnäs, Hammenhög och på Regementsgatan i Ystad. Under 2007 uppgick Sparbanken i Ingelstorp i Sparbanken Syd.
Under 2009 etablerades ett kontor i Malmö i den nybyggda Arenan i Hyllie, som det första kontoret utanför det ursprungliga verksamhetsområdet.
2010 bröt Sparbanken Syd samarbetet med Swedbank och blev därmed en helt självständig sparbank fria att själva diktera villkor och välja samarbetspartners. 
Kontoret i Ingelstorp stängde under 2011.
I april 2015 öppnade Sparbanken Syd sitt sjunde kontor vid torget i Lomma.
Under år 2015 uppgick Frenninge sparbank, då Sveriges minsta sparbank, i Sparbanken Syd. Fusionen genomfördes i augusti 2015.
I januari 2017 öppnade Sparbanken Syd sitt åttonde kontor i det nybyggda Studio i Malmö. 
Den 25 augusti 2018 invigdes ett kontor i Kristianstad, bankens första i nordöstra Skåne.
I december 2021 slogs kontoret på Studio, Hylliekontoret och det administrativa kontoret på Jörgen Kocksgatan samman och det nya kontoret på Neptuniplan i Malmö invigdes.